# جان کوکمن
جان کوکمن (انگلیسی: John Cookman; ۲ سپتامبر ۱۹۰۹ – ۱۹ اوت ۱۹۸۲) بازیکن هاکی روی یخ اهل ایالات متحده آمریکا بود.